# Никола Антић (фудбалер)
Никола Антић (Београд, 4. јануар 1994) српски је фудбалер. Игра на позицији левог бека.

## Каријера
Након млађих селекција београдског Партизана, Антић је прешао у Рад. Годину дана је наступао на позајмици у српсколигашу Палићу, након чега је од сезоне 2012/13. заиграо за Рад. У августу 2014. потписао је четворогодишњи уговор са Црвеном звездом. За београдске црвено-беле је током првог дела сезоне 2014/15. наступио на само две утакмице, по једном у првенству и купу, након чега је у зимском прелазном року прешао у Јагодину. Последњег дана августа 2015. године потписао је трогодишњи уговор са новосадском Војводином. У јануару 2018. је продужио уговор са Војводином на још годину дана. Почетком фебруара 2019. године потписао је за белоруски клуб Шахтјор из Солигорска. Провео је наредне четири године у Шахтјору и током тог периода је освојио три пута белоруску Премијер лигу и по једном национални Куп и Суперкуп. У јануару 2023. потписао је за руског премијерлигаша Химки. Дана 19. јуна 2023. године потписао је трогодишњи уговор са својим матичним клубом Партизаном. Антић је у децембру 2024. године затражио превремени раскид уговора због неисплаћених обавеза и на тај начин завршио сарадњу са ФК Партизан. У фебруару наредне године прешао је у казахстански Ордабаси.
Са репрезентацијом Србије до 19 година је освојио Европско првенство 2013. у Литванији.

## Трофеји
Шахтјор Солигорск
- Премијер лига Белорусије : 2020, 2021, 2022. (одузета титула)
- Куп Белорусије : 2018/19.
- Суперкуп Белорусије : 2021.

Репрезентација Србије до 19
- Европско првенство : 2013.